# Corrales (Aljaraque)
Corrales es una pedanía perteneciente al municipio español de Aljaraque, en la provincia de Huelva, comunidad autónoma de Andalucía. Se encuentra situada al este del núcleo de Aljaraque, entre el barrio de Bellavista y las marismas de la zona del río Odiel. En 2020 tenía una población de 4657 habitantes. 
La actual localidad surgió a originalmente en la década de 1920 como un poblado de carácter minero-industrial estrechamente ligado a las actividades que desarrollaba la Tharsis Sulphur and Copper Company Limited en la zona. Se llegaron a levantar varias instalaciones industriales y un complejo ferroviario, lo que convirtió a Corrales en un núcleo de cierta importancia. Tras la crisis que vivió la minería onubense a finales del siglo XX, en fechas recientes la zona ha experimentado un importante cambio en su fisonomía y se ha transformado en una ciudad dormitorio muy ligada a la capital provincial.

## Historia

### Orígenes y desarrollo
En 1871 se inauguró el ferrocarril de Tharsis, una línea de vía estrecha que buscaba dar salida a la pirita que se extraía en las minas de Tharsis hasta un muelle-embarcadero sobre el río Odiel. La construcción fue llevada a cabo por la Tharsis Sulphur and Copper Company Limited, empresa de capital británico que en el área de «El Charco» habilitó un complejo ferroviario para labores de clasificación y una planta mineralúrgica. La finca situada en esa parte era conocida como Los Corrales, nombre que años después tomaría la zona sobre la que asentaron la terminal ferroviaria y las instalaciones industriales. A comienzos de la década de 1920 la compañía también levantó un poblado minero en torno a las instalaciones ferroviarias e industriales, compuesto por varias barriadas. Se llegaron a construir más de trescientas viviendas y algunas edificaciones singulares, como un casino minero, una iglesia o una sala de cine. 
El poblado se encontraba aislado del núcleo urbano de Aljaraque y de la capital provincial debido a su ubicación geográfica y a las malas comunicaciones que había en la zona. A pesar de ello, durante muchos años Corrales llegó a estar enlazado con otros municipios a través del ferrocarril minero. No sería hasta la década de 1960, tras la entrada en servicio el puente-sifón Santa Eulalia, cuando se estableció una conexión directa entre Corrales y la ciudad de Huelva.

### Etapa reciente
A comienzos del siglo XXI cesó la explotación de las minas de Tharsis, lo que supuso el cese de las actividades minero-industriales en Corrales y la clausura de la línea ferroviaria. La antigua zona que concentraba las actividades mineralúrgicas fue desmantelada en su mayor parte, perdiéndose numeroso patrimonio. En los últimos años ha aumentado considerablemente la edificación en las proximidades del núcleo del poblado obrero, en una nueva denominada «Nuevo Corrales» y en la que algunos edificios emulan el estilo colonial inglés, que alude al origen de la localidad. En la práctica la pedanía se ha convertido en una suerte de ciudad dormitorio ligada a la capital provincial. Esta dinámica ha conllevado un aumento considerable de la población de Corrales.

## Patrimonio y monumentos

### Patrimonio civil
- Casa de Huéspedes (s. XX). Edificio destinado a alojar a los directivos de la empresa.
- Casino minero (s. XX). Edificio con fines recreativos para los obreros de las minas.
- Cinema Corrales (s. XX). Edificio con fines culturales y recreativos.
- Economato minero (s. XX). Antiguo economato de la compañía en Corrales.
- Oficina de pagos (s. XX). Edificio de carácter administrativo.
- Pueblo minero de Corrales (s. XX). Poblado obrero levantado por la compañía de Tharsis.

### Patrimonio minero-industrial

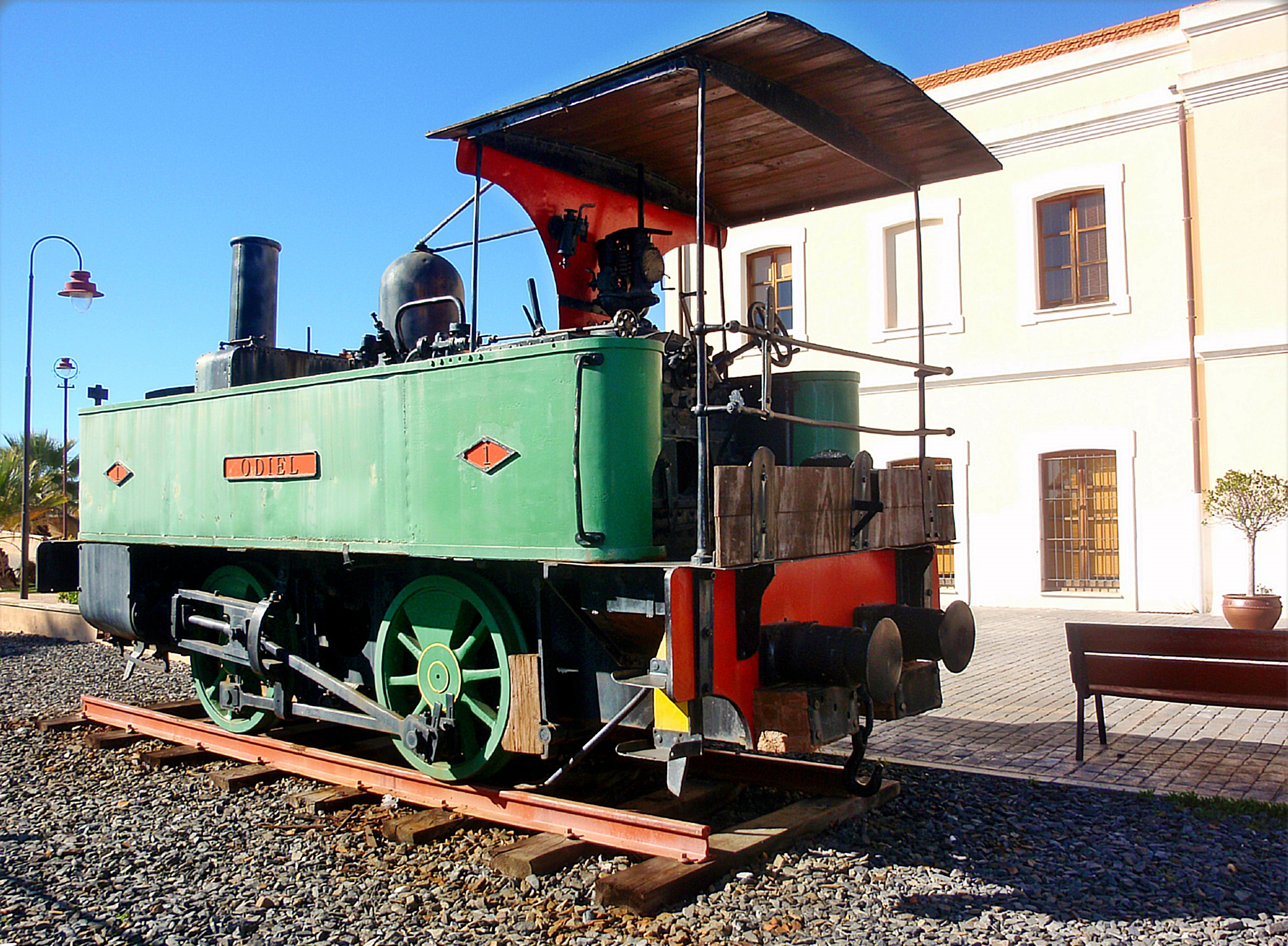
La locomotora «Odiel» expuesta en la antigua estación de Corrales, 2015.

- Central térmica de Corrales (s. XX). Antigua central para la producción de electricidad.
- Edificio de convertidores (s. XX). Edificio auxiliar de las infraestructuras eléctricas.
- Estación de Corrales (ss. XIX-XX). Antigua estación de ferrocarril para pasajeros y mercancías.
- Locomotora n.º 1 «Odiel» (s. XIX). Antigua locomotora de vapor perteneciente al ferrocarril minero.

### Patrimonio religioso
- Iglesia de Nuestra Señora Regina Mundi (s. XX). Iglesia parroquial del poblado de Corrales.

## Cultura
En Corrales se celebran fiestas locales el día 29 de junio y una romería a principios del mes de mayo.

## Transportes

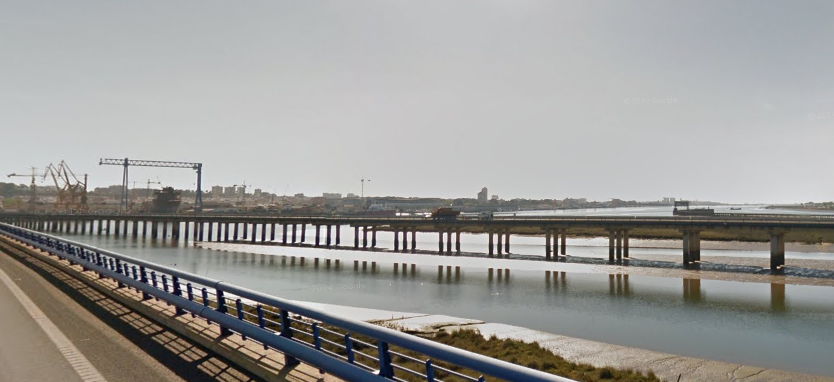
Vista del puente-sifón, que une Corrales con Huelva (2015).

Debido a su proximidad a Huelva y a que se encuentra en la salida oeste de la ciudad, inmediatamente después de los puentes sobre el Odiel, la localidad mantiene buenas comunicaciones con la costa y con Sevilla. Cuenta con las siguientes líneas de autobuses regionales:
- Huelva-Punta Umbría
- Huelva-Aljaraque
- Huelva-Ayamonte
- Huelva-Isla Cristina
- Sevilla-Ayamonte
- Sevilla-Isla Cristina